# The Block Signal
The Block Signal è un film muto del 1926 diretto da Frank O'Connor. Sceneggiato dallo stesso regista insieme a Edward J. Meagher, si basa su un racconto di F. Oakley Crawford. Prodotto dalla Gotham Productions sotto la supervisione di Renaud Hoffman, il film aveva come interpreti Ralph Lewis, Jean Arthur, Hugh Allan, George Chesebro, Sidney Franklin.

## Trama
"Jovial Joe" Ryan scopre, durante una partita a carte con l'amico "Roadhouse" Rosen, che i suoi occhi lo stanno abbandonando e lui sta per diventare daltonico. Bert Steel, che lavora con lui come fuochista ed è innamorato di sua figlia Grace, si arrabbia quando Ryan passa un esame e ottiene la promozione a cui ambiva lui e che gli avrebbe permesso di potersi sposare. Ryan confida a Bert i suoi problemi, chiedendogli di aiutarlo quando, sul treno, deve decifrare i colori dei segnali. Ma Bert gli riporta i colori in modo sbagliato: Ryan viene retrocesso a segnalatore, mentre Bert viene promosso macchinista. Ryan lavora a un dispositivo di segnalatore automatico che risolverebbe il problema. E, anche se Bert tenta di sabotarlo, la sua invenzione si dimostra valida, sventando un disastro ferroviario.

## Produzione
Il film fu prodotto dalla Gotham Productions, una piccola casa di produzione indipendente.

## Distribuzione
Il copyright del film, richiesto dalla Lumas, fu registrato il 28 settembre 1926 con il numero LP23154.
Distribuito dalla Lumas Film Corporation e presentato da Samuel Sax, il film uscì nelle sale statunitensi il 15 settembre 1926. Nel Regno Unito, venne distribuito dalla Gaumont British Distributors: presentato a Londra il 27 gennaio 1927, uscì in sala l'8 agosto 1927. La Equity British Films curò nel 1929 la riedizione del film per il mercato britannico.
La Sunrise Silents distribuì nel 2004 il film in DVD in una versione di 52 minuti insieme ai cortometraggi Her First Flame e Cops.

### Conservazione
Copia completa della pellicola (in 16mm e 8mm) si trova conservata negli archivi dell'UCLA Film And Television Archive di Los Angeles e dell'Academy Film Archive di Beverly Hills.